# 녓떤 대교
녓떤 대교(Cầu Nhật Tân / 日新橋) 또는 일본-베트남 우정의 다리(Vietnam–Japan Friendship Bridge)는 베트남의 수도 하노이의 홍강을 횡단하는 세계 최대 규모의 사장교이다. 2009년 3월 7일에 착공하여, 2015년 1월 4일, 개통되었다. 하노이와 노이바이 국제공항을 잇는 새로운 6차선 고속도로의 일부를 이룬다. 이 프로젝트는 일본 국제협력기구 공적 개발 원조(ODA, 엔 차관)로 진행되었고, 그 댓가로 IHI 인프라 시스템, 미쓰이 스미토모 건설 콘소시엄이 공사를 수주했다.
녓떤 대교는 3.7km의 다리를 포함하여 총 길이가 8.3km이며, 1.5km의 사장교 다리가 홍강을 가로지르고 있다. 이 다리의 폭은 33.2m로, 전동차 4개 차선, 버스 2개 차선, 혼성차선, 보행자 전용 2개 차선으로 나뉜다. 각 스팬에는 11쌍의 케이블이 있다.
녓떤 대교는 하노이 5개의 고대 대문을 상징하는 5개의 탑 중 하나로 새로운 아이콘이 되기 위해 설계되고 건설되었다. 2017년 여름, 하노이는 밤에 다리를 밝히기 위해 네덜란드 회사 필립스와 제휴했다. 이 조명 시스템은 1,670만 개의 색상을 만들 수 있다고 주장한다.

## 사진

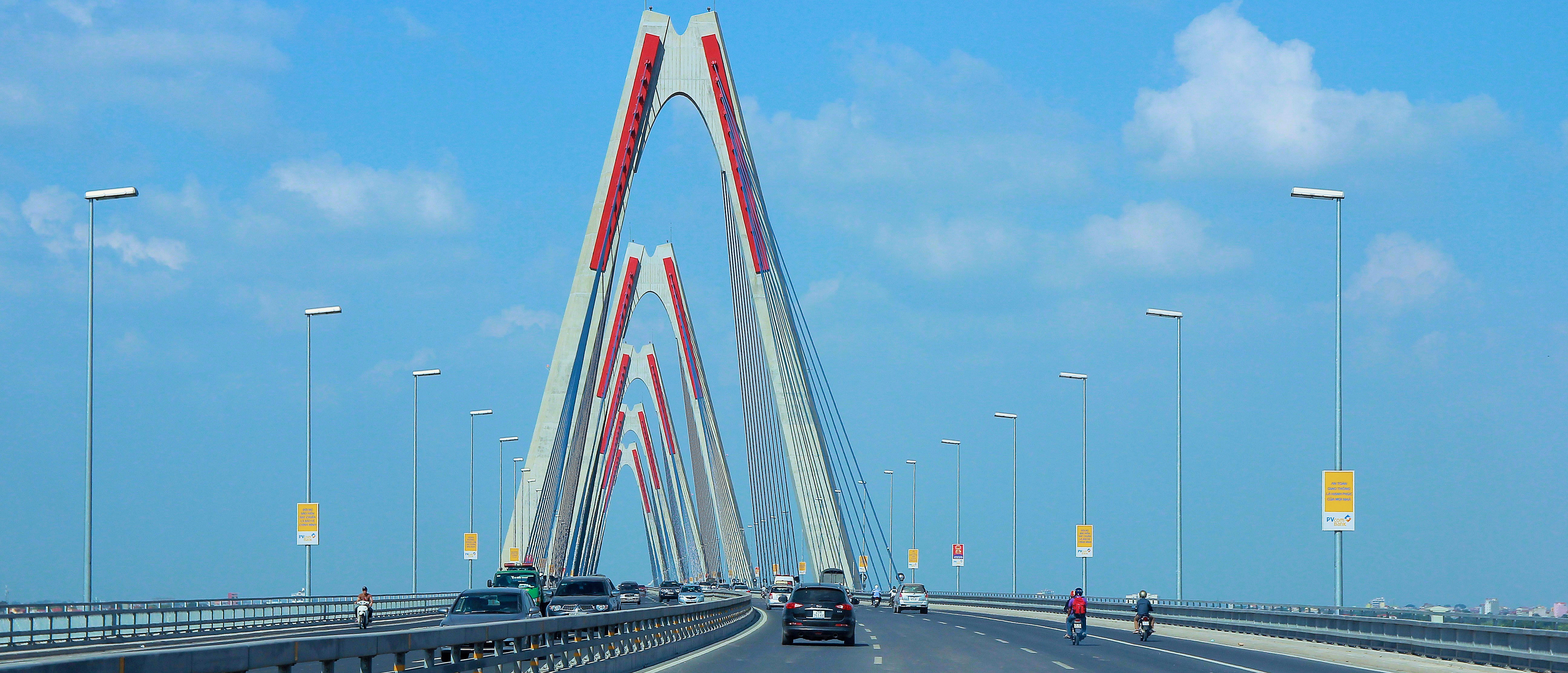
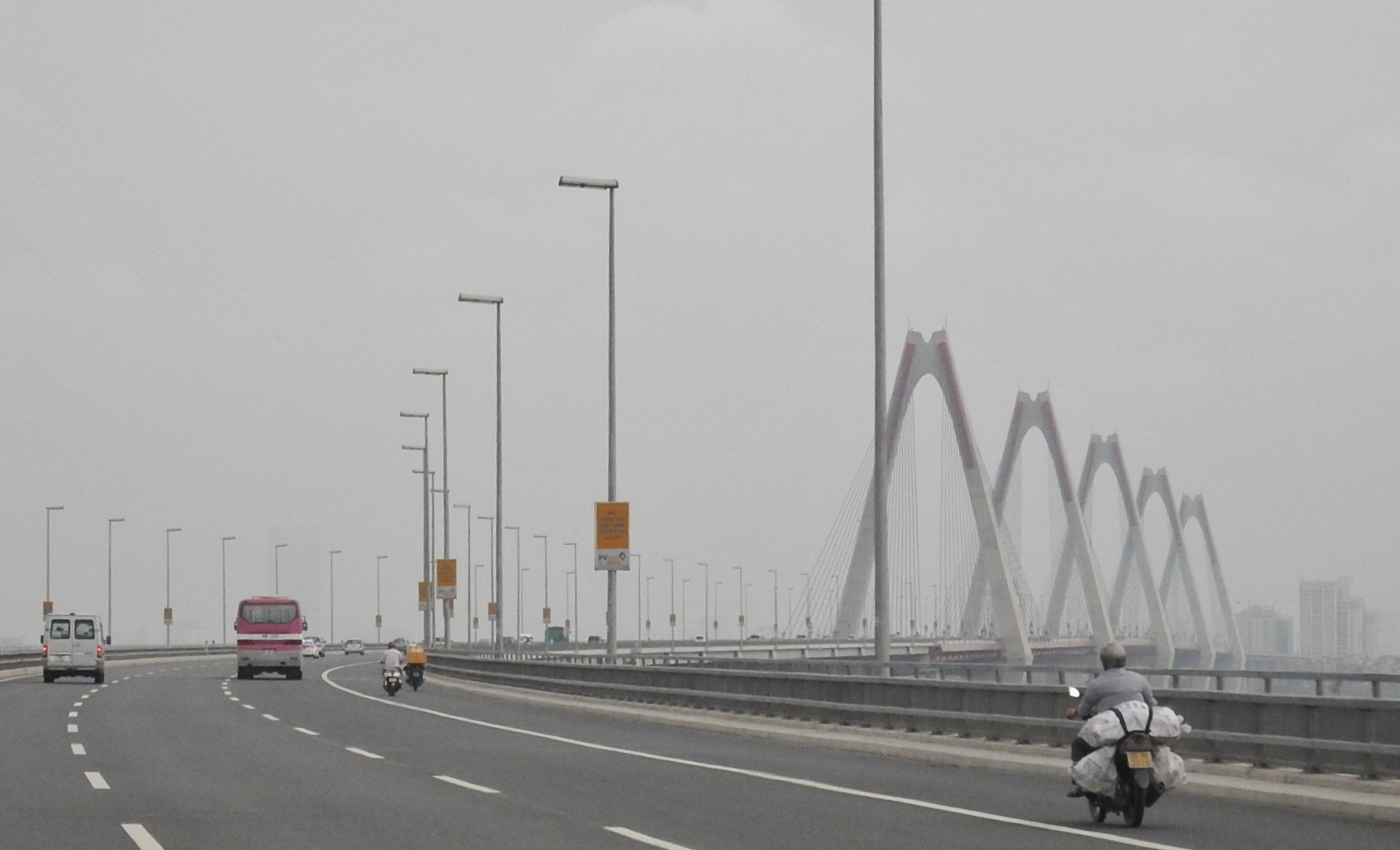
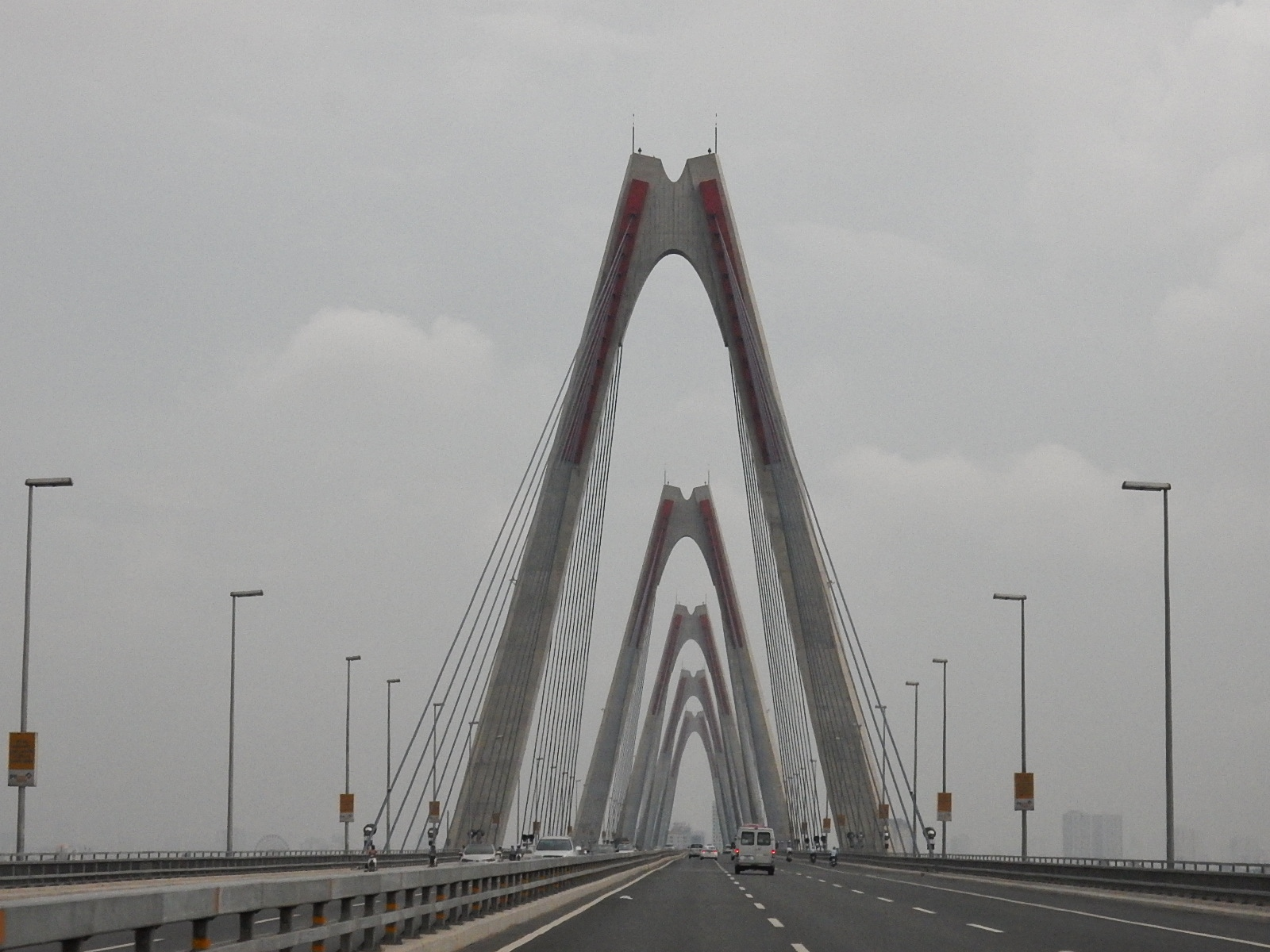
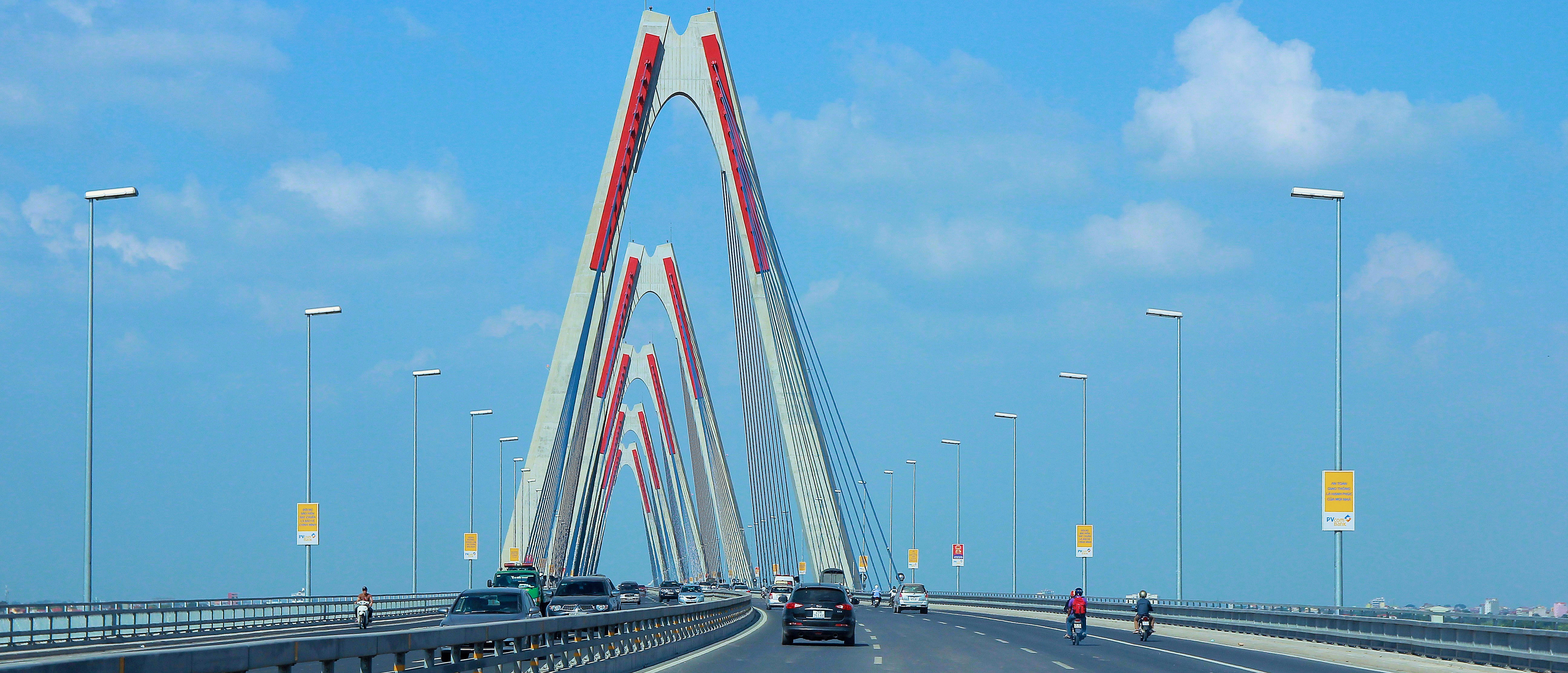
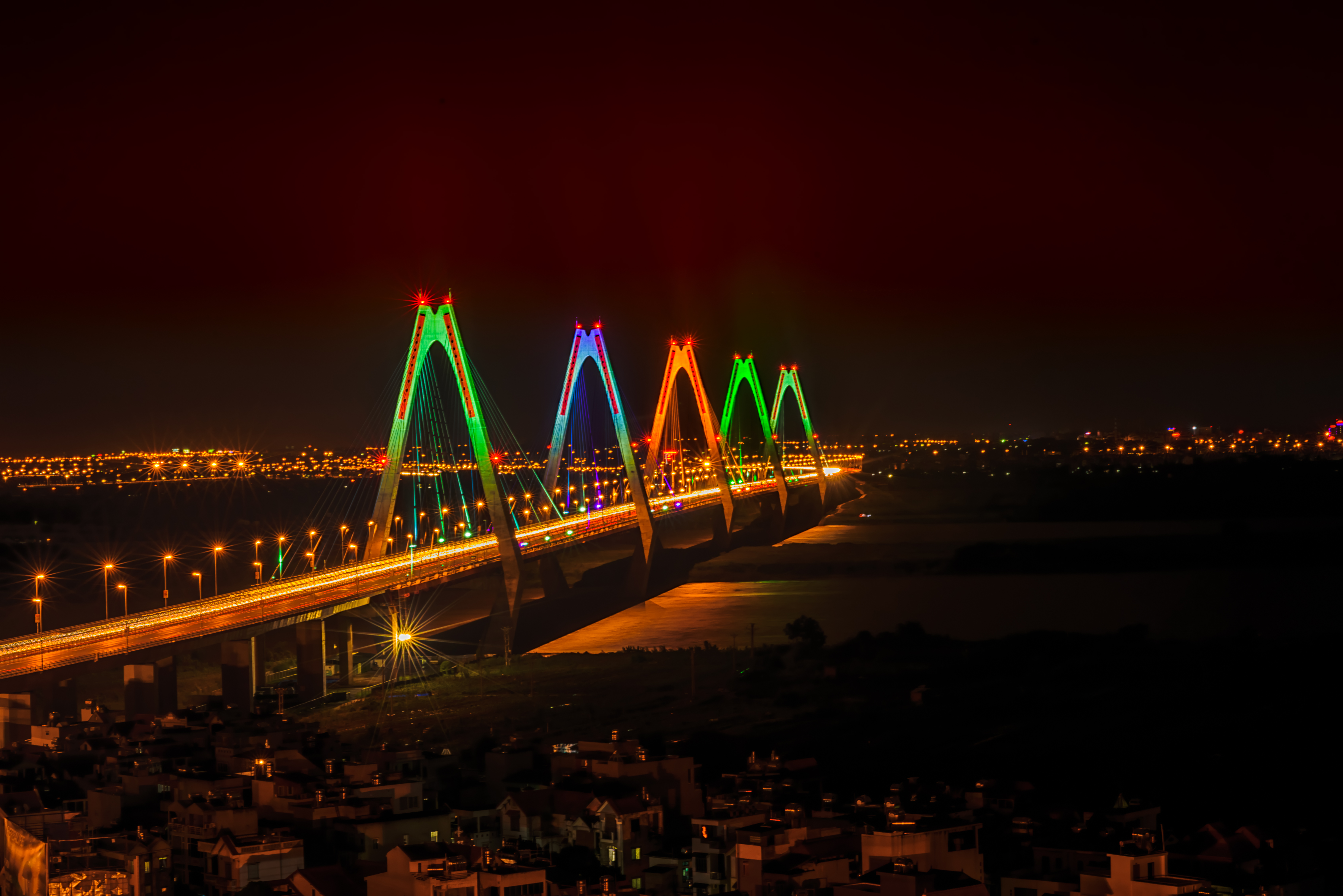
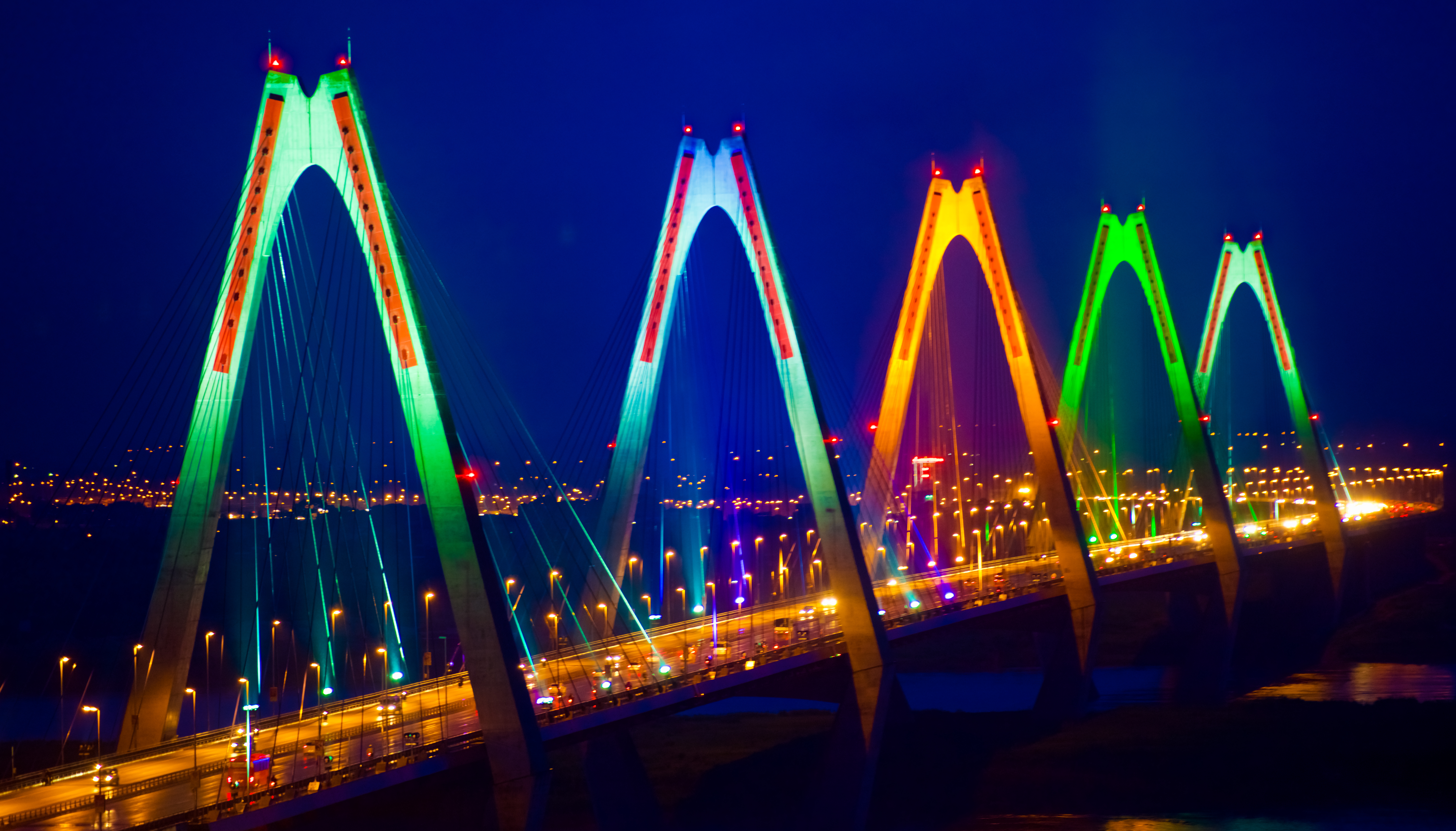
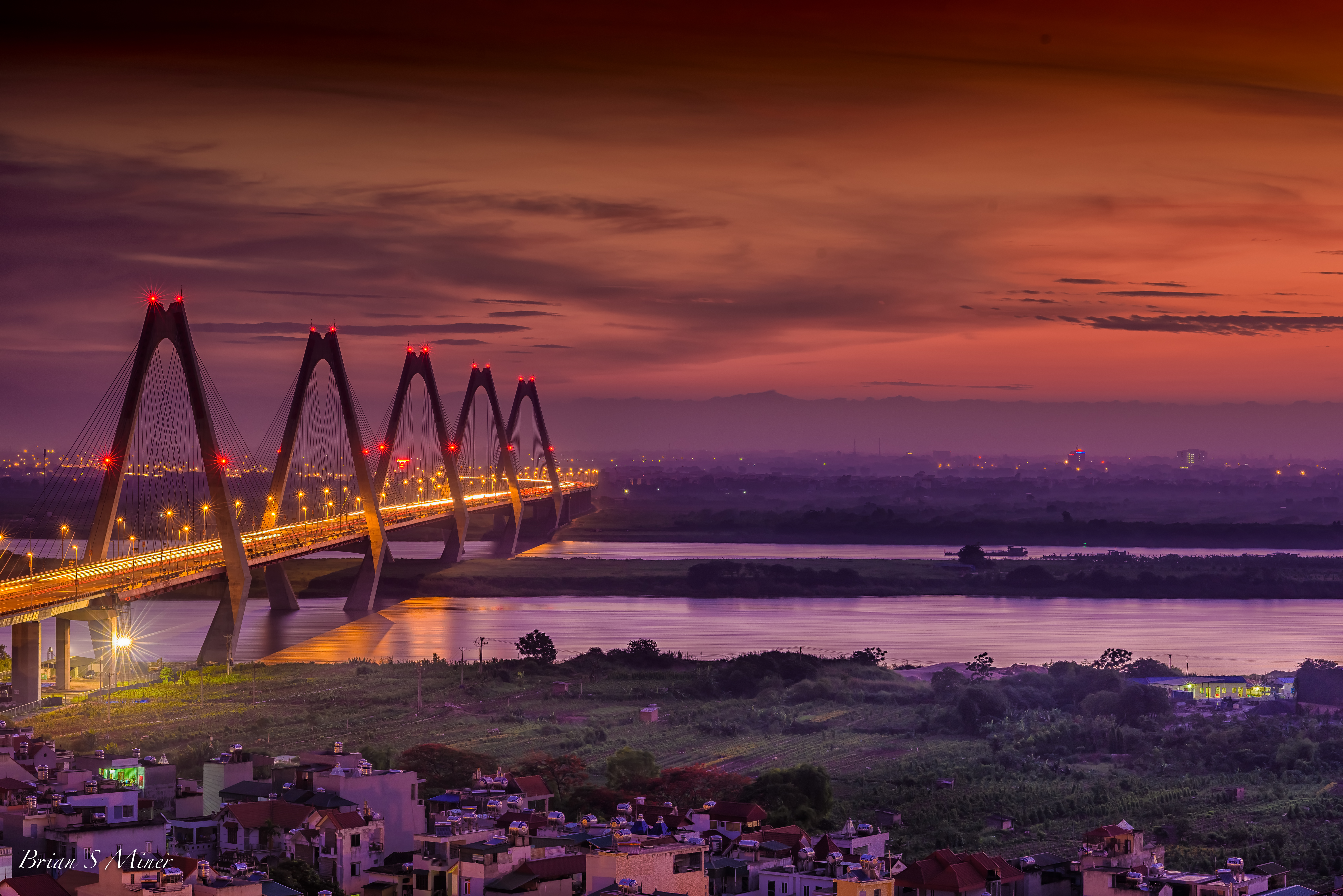
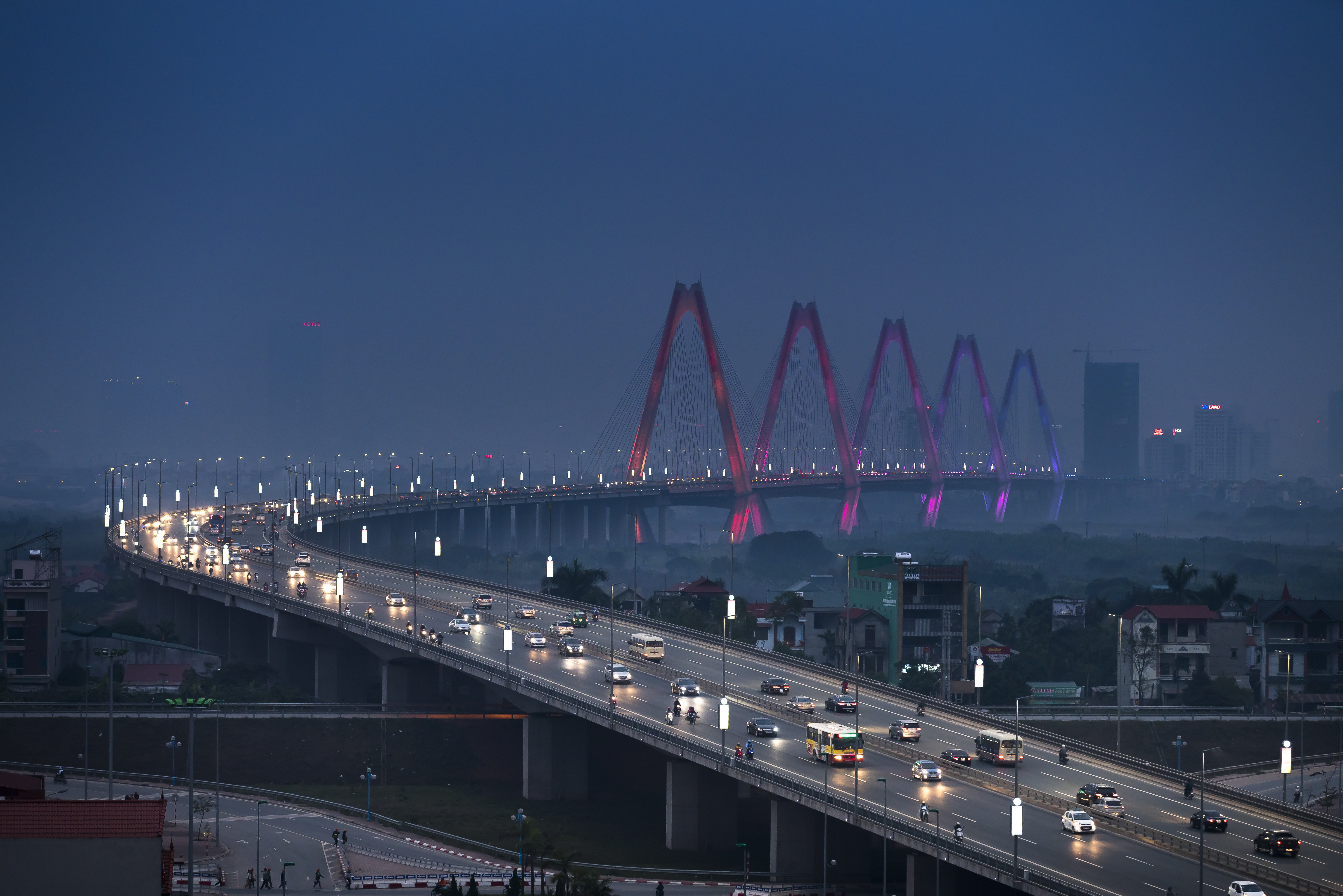